# Hyllisia saigonensis
Hyllisia saigonensis là một loài bọ cánh cứng trong họ Cerambycidae.